# N574 (België)
De N574 is een gewestweg in België tussen Biesme (N573/N977) en Bultia (N5). De weg heeft een lengte van ongeveer 11,5 kilometer.
De weg bestaat uit twee rijstroken voor beide richtingen samen, ook al is er niet over de gehele route belijning midden op de weg.

## Plaatsen langs N574
- Biesme
- Fromiée
- Gerpinnes
- Flaches
- Bultia